# Ololygon angrensis
Espèce
Synonymes
- Hyla catharinae angrensis Lutz, 1973
- Scinax angrensis (Lutz, 1973)

Statut de conservation UICN

 LC  : Préoccupation mineure
Ololygon angrensis est une espèce d'amphibiens de la famille des Hylidae.

## Répartition
Cette espèce est endémique de l'État de Rio de Janeiro au Brésil. Elle ne se rencontre que dans la municipalité d'Angra dos Reis.

## Étymologie
Son nom d'espèce, composé de angr[a] et du suffixe latin -ensis, « qui vit dans, qui habite », lui a été donné en référence au lieu de sa découverte, la municipalité d'Angra dos Reis.

## Publication originale
- Lutz, 1973 : New Brazilian forms of Hyla. I. Two new races of H. catharinae. Boletim do Museu Nacional, vol. 288, p. 1-7.